# Premio Bernat Capó
El premio Bernat Capó, que se otorga a trabajos escritos de difusión de la cultura popular valenciana, consiste en una dotación económica, una escultura de Ginestar y la publicación del ganador en forma de monográfico dentro de la colección La Farga de Ediciones del Bullent. El galardón toma el nombre del escritor de Benissa Bernat Capó, el cual ha hecho una destacada obra literaria donde se constata el esfuerzo continuado por difundir las costumbres, la geografía y forma de vivir de su comarca y su cultura a un nivel más general.
El premio, que se convoca anualmente, se inició el 1999 con el patrocinio inicial de Bancaja (que lo retiraría a la sexta edición) y con el apoyo de varias instituciones como Ediciones del Bullent, el Museo Valenciano de Etnología, el Ayuntamiento de Dénia, la MaCMA y el Instituto de Estudios Comarcales de la Marina Alta.

## Lista de premiados
A continuación está el listado de los ganadores de Bernat Capó ordenados por año, título y autor:
- 1999: Costumari botànic, de Joan Pellicer[4]
- 2000: Passeig pels molins d'aigua de la Safor, de Fernando Sendra[5]
- 2001: El llenguatge del vestit: el cas valencià, s. XVIII i XIX, de Ruth de la Puerta[6]
- 2002: El cicle de la vida: rites i costums dels alacantins d'abans, de Maria del Mar Duque[7]
- 2003: Romancer valencià (antologia), d'Àlvar Monferrer i Monfort[8]
- 2004: Llegendes del sud, de Joan Borja[9]
- 2005: Moros i Cristians: una festa, d'Albert Alcaraz (25)[10][11]
- 2006: Els valencians d'Algèria (1830-1962): memòria i patrimoni d'una comunitat emigrada, d'Àngela Rosa Menages i Joan Lluís Monjo[12][13]
- 2007: Màgia per a un poble Guia de creences i criatures màgiques populars, de Francesc Gisbert[14]
- 2008: Desert.
- 2009: Mengem i cantem Cobles amb motivacions agrícoles i gastronòmiques, d'Aureli Puig[15][16]
- 2010: Devocions marineres a terres valencianes, de Pep Martorell[17][18]
- 2011: A què juguem? Els nostres jocs i joguets tradicionals, de Francesc Gisbert[19][20]
- 2012: Mujeres e industria tabaquera en Alicante, de Teresa Lanceta[21]
- 2013: Bruixes, dimonis i misteris, d'Àlvar Monferrer[22][23]
- 2014: Fantasmes al palau. Tradicions esotèriques valencianes, d'Ivan Carbonell[24]
- 2015: Fem safareig. Un passeig pels llavadors del País Valencià, d'Agnès Vidal[25]
- 2016: Els bastonets d'Algemesí, de Toni Bellón[26]
- 2017: Contalles de iaios i iaies, de Jordi Raül Verdú[27]
- 2018: Gat Vell. Dites marineres, de Francesc Xavier Llorca Ibi
- 2019: No convocado
- 2020: Animetes santes, de Josep Lluís Santonja [28]
- 2021: Viure a la caseta. L’hàbitat tradicional valencià de temporada, de Carles Rodrigo Alfonso[29]
- 2022: Sense porc. L’alimentació en les identitats culturals de jueus i moriscos i en la seua persecució per la Inquisició de València, de Albert Toldrà i Vilardell[30]
- 2023: El seculòrum i la seculera. Contes i acudits llicenciosos valencians de tradició oral, de Joan-Lluís Monjo[31]